# Canthium sordidum
Canthium sordidum là một loài thực vật có hoa trong họ Thiến thảo. Loài này được (K.Schum.) Bullock mô tả khoa học đầu tiên năm 1932.